# Franz Geppert
Franz Geppert (vollständiger Name Franz Willi Otto Geppert, * 4. Mai 1874 in Bromberg; † 22. Dezember 1952 in Hamburg) war ein deutscher Historiker und Gymnasiallehrer.

## Leben und Werk
Franz Geppert, der Sohn des Generalsekretärs Johannes Geppert und der Elise geb. Cassius, besuchte das Gymnasium in Bromberg und studierte ab Ostern 1894 Geschichte und Germanistik an den Universitäten zu Marburg, wo er sich dem Akademisch-Neuphilologischen Verein, der späteren Burschenschaft Rheinfranken anschloss, Berlin und ab 1896 Greifswald. Hier schloss er sich der Neuphilologischen Verbindung, der späteren Wissenschaftlichen Verbindung Baltia Greifswald an. Zu seinen besonderen Interessen gehörte die Kirchengeschichte der Spätantike sowie die alt- und mittelhochdeutsche Literatur. Nachdem er in Greifswald am 8. Februar 1898 das Rigorosum bestanden hatte, wurde er am 14. Mai 1898 zum Dr. phil. promoviert. Seine von Otto Seeck betreute Dissertation über die Quellen des Kirchenhistorikers Sokrates Scholastikos veröffentlichte Geppert noch im selben Jahr in erweiterter Fassung.
Am 4. März 1899 bestand Geppert die Lehramtsprüfung und erhielt die Lehrberechtigung (facultas docendi) in den Fächern Geschichte und Deutsch für alle Klassen, in Geografie bis zur Untersekunda und in Latein bis zur Quarta. Am 5. Mai 1899 legte er noch eine Ergänzungsprüfung im Fach Latein ab, die er allerdings nicht bestand. Zum 1. April 1899 hatte Geppert sein Seminarjahr am Gymnasium in Wiesbaden begonnen. Zum 1. April 1900 folgte das Probejahr am Realgymnasium in Wiesbaden sowie an den Gymnasien in Höchst am Main und in Marburg. Nach dem Ende des Vorbereitungsdienstes unterrichtete Geppert an verschiedenen Oberschulen in preußischen Provinzstädten. Er war für kurze Zeit wissenschaftlicher Hilfslehrer am Gymnasium in Schneidemühl (1. April–30. September 1901) und danach an der Oberrealschule in Graudenz, wo er am 1. April 1902 eine Festanstellung als Oberlehrer erhielt. Zum 1. Oktober 1903 wechselte er an das Gymnasium in Gnesen, ein Jahr später an das Gymnasium in Waldenburg (Schlesien).
Zum 1. April 1907 verließ Geppert den preußischen Schuldienst und ging nach Hamburg, wo er bis an sein Lebensende blieb. Er unterrichtete an der Oberrealschule Eimsbüttel und ab Ostern 1921 am Wilhelm-Gymnasium. 1919 trat er als Alter Herr auch der Philologischen Verbindung Cimbria Hamburg bei.
In der Zeit des Nationalsozialismus wurde Geppert im Juli 1934 aufgrund des Berufsbeamtengesetzes in den Ruhestand versetzt, obwohl er die Altersgrenze nicht erreicht hatte.
Geppert betätigte sich ehrenamtlich beim Schillerbund (als Gründungsmitglied der Hamburger Ortsgruppe) und beim Deutschen Schauspielhaus, wo er mit seinen Schülern griechische Dramen aufführte. Er veröffentlichte Beiträge in verschiedenen Zeitungen und Zeitschriften sowie populärwissenschaftliche Schriften zu historischen Themen, darunter eine Bismarck-Biografie, die mehrmals nachgedruckt wurde.

## Schriften (Auswahl)
- Die Quellen des Kirchenhistorikers Socrates Scholasticus. Leipzig 1898 (erweiterte Dissertation; = Studien zur Geschichte der Theologie und der Kirche 3,4). Nachdruck Aalen 1972, ISBN 978-3-511-04230-1
- Eilhard Erich Pauls. Eine Skizze. Hamburg 1911
- Was geschah vor 100 Jahren? Merkbüchlein der wichtigsten Ereignisse aus den Jahren 1804–1815 nebst einem Abrisse der Geschichte der Befreiungskriege. Hamburg 1913
- Bismarck. Eine Biographie. Leipzig / Hamburg 1915. Nachdruck Hamburg 2012, ISBN 978-3-86347-226-9